# The Demigod Diaries
The Demigod Diaries (traduzido no Brasil como Os Diários do Semideus) é um livro complementar da série Os Heróis do Olimpo composto por quatro contos inspirados na mitologia greco-romana escritos por Rick Riordan. Foi lançado nos Estados Unidos pela Disney Hyperion em 14 de agosto de 2012 e no Brasil pela editora Intrínseca em 3 de maio de 2013.
A primeira história conta como Luke Castellan e Thalia Grace conheceram Annabeth Chase e os motivos que levaram Luke a trair seus amigos na série Percy Jackson & the Olympians. Na segunda, Percy Jackson e Annabeth vão em busca do caduceu perdido de Hermes, enquanto na penúltima Leo Valdez, Jason Grace e Piper McLean tentam recuperar Buford, a mesa autômata de Leo, para não explodirem a floresta do Acampamento Meio-Sangue. O último conto foi escrito por Haley Riordan, filho do autor, e mostra o que aconteceu com um dos semideuses que havia lutado do lado de Cronos em The Last Olympian. O livro também possui um quebra-cabeça, um quiz e imagens dos cenários e dos personagens, feitas por Steve James e Antonio Caparo, respectivamente.
Todas as quatro histórias receberam críticas positivas, especialmente a escrita por Haley, elogiada pelo bom enredo e por apresentar um estilo de narrativa diferente do resto do livro, embora este aspecto também tenha sido criticado por um dos críticos. The Demigod Diaries vendeu mais de 200 000 cópias ao longo de 2012 e alcançou o topo da lista de best-sellers do The New York Times.

## Desenvolvimento
The Demigod Diaries foi anunciado em 10 de janeiro de 2012 no programa televisivo Rock Center with Brian Williams durante a promoção feita por Rick Riordan para o lançamento do livro The Serpent's Shadow, o último da trilogia The Kane Chronicles. Ele explicou que lançaria um título complementar para a série Os Heróis do Olimpo para "tornar a espera por A Marca de Atena [o terceiro livro da saga] um pouco menos dolorosa".
Junto com o anúncio, o autor também revelou o teor dos contos, com o primeiro sendo uma prequela de The Lightning Thief com Luke Castellan, Thalia Grace e Annabeth Chase contada por Luke, o segundo uma história com Percy Jackson e Annabeth depois dos acontecimentos de The Last Olympian contado por Percy, o terceiro uma aventura de Leo Valdez, Jason Grace e Piper McLean narrado em terceira pessoa e o quarto, escrito por Haley Riordan, o filho dele, apresentando um semideus que havia lutado do lado de Cronos durante a batalha ocorrida em The Last Olympian.
A capa, projetada por John Rocco, foi divulgada em 20 de janeiro, enquanto o nome de cada conto foi publicado em 15 de junho de 2012. As ilustrações presentes no começo de cada capítulo foram feitas por Steve James e as imagens coloridas dos personagens foram produzidas por Antonio Caparo. Na mesma data, Riordan divulgou parte de The Staff of Hermes, a história de Percy e Annabeth.

## Sinopse

### The Diary of Luke Castellan
Publicado no Brasil como O Diário de Luke Castellan, mostra Luke Castellan, um semideus filho de Hermes, relatando em um diário sua jornada com Thalia Grace (filha de Zeus) a partir do ponto quando eles encontraram a cabra Amalteia em Richmond, Virgínia. Depois de seguirem o animal até uma estátua de Robert E. Lee, Thalia explica que o animal guiava-lhe para coisas boas, como seu encontro com Luke. A cabra então indica para eles entrarem em uma antiga mansão do outro lado da rua, com os semideuses se dirigindo até lá.

Halcyon Green, o dono da casa onde Luke e Thalia ficaram presos, e um leucrota. A ilustração foi feita por Antonio Caparo e está presente no livro

Quando entram, as portas se trancam e Thalia tenta escapar por uma janela, mas as cortinas queimam em sua mão e tentam sufocá-la. Luke a salva com seu taco de golfe. Depois de perceberem criaturas escondidas nas sombras, uma voz vinda do andar superior da casa pede para os dois correrem. Luke e Thalia sobem as escadas e entram no quarto mais distante. Lá eles conhecem Halcyon Green, um idoso filho de Apolo, juntamente com um monstro preso em uma jaula. Halcyon, com sua voz saindo da criatura, explica que o monstro era um leucrota e que ele havia sido amaldiçoado por Apolo por usar seu dom de profecia para salvar uma garota quando era jovem. Como punição o deus tirou sua voz e o prendeu na sua própria casa. Halcyon também conta aos semideuses que os leucrotas os devorariam às 19:03, ao pôr do sol, e ele roubaria seus suprimentos.
Thalia pede para Halcyon expulsar o monstro do quarto para eles pensarem em uma maneira de fugir. O anfitrião mais tarde revela um cofre após descobrir o desinteresse da dupla pelo objeto. Luke consegue abri-lo usando seus poderes de arrombamento e descobre que o tesouro guardado ali era um bracelete. Halcyon então decide ler o futuro de cada um. Para Thalia ele diz que a garota sobreviveria aquele dia, mas se sacrificaria para salvar seus amigos. Ao ver o futuro de Luke, o homem fica horrorizado e diz que ele precisaria fazer uma escolha e trairia seus amigos.
Mais tarde, o trio encontra uma receita de fogo grego para parar os leucrotas. Depois de acharem os ingredientes necessários, Thalia convoca um raio para finalizar a mistura. Halcyon dá seu diário a adaga da garota que tinha salvado para Luke para ajudá-lo em suas escolhas. No pôr do sol, as criaturas entram no quarto e Halcyon se sacrifica ao usar o fogo grego para distraí-los enquanto os dois fugiam. Um leucrota consegue sobreviver a explosão e vai atrás deles. Luke descobre a palavra-chave para ativar o bracelete e quando Thalia a pronuncia, o escudo Aegis aparece em sua mão. O animal é cegado e acaba consumido pelas cortinas. A casa explode em seguida, mas os semideuses conseguem sobreviver.
Na sequência, Luke e Thalia decidem dirigir-se ao Rio James para reabastecer seus suprimentos. Ao chegarem em um galpão velho, um barulho atrai a atenção deles. Luke encontra Annabeth Chase, uma menina de cerca de sete anos que tinha fugido de casa por não se sentir querida, e dá a adaga para ela. Eles então decidem levá-la consigo em sua jornada.

### Percy Jackson and the Staff of Hermes
Traduzido no Brasil como Percy Jackson e o Cajado de Hermes, apresenta Annabeth questionando Percy Jackson sobre o jantar especial que ele havia prometido para celebrar o aniversário de um mês de namoro deles. O garoto não se lembrava de ter dito aquilo, mas antes de confessar, o casal é interrompido por Hermes. O deus revela que enquanto estava entregando encomendas para Jano, o gigante Caco sorrateiramente roubou seu caduceu. Não querendo ser visto procurando por ele, Hermes envia os dois para encontrá-lo.
Annabeth usa seu escudo com visor e acha Caco no Meatpacking District. Ao chegarem no local, eles descem pelo esgoto e encontram uma caverna subterrânea. Lá, o casal descobre a intenção do gigante em se transformar no deus dos vendedores viajantes ao usar George e Martha, as cobras do caduceu, para roubar produtos falsificados. Annabeth e Percy atacam Caco e depois de quase serem derrotados, Percy inunda a caverna com a água do esgoto para voltarem a superfície.
Annabeth, em seguida, usa um guindaste para pegar o gigante para o ar e Percy o destrói depois de ativar o "modo laser" do caduceu. O casal retorna e entrega o objeto a Hermes. Grato pelo serviço, o deus transporta os dois para um jantar especial em Paris, poupando Percy de dizer sobre seu esquecimento para Annabeth.

### Leo Valdez and the Quest for Buford

O mapa do esconderijo de Leo foi produzido pelo ilustrador Steve James. Clique na imagem para ampliá-la

Recebeu o título Leo Valdez e a busca por Buford na edição brasileira. Após dois meses construindo o Argo II, a trirreme responsável por levar os setes semideuses da "nova grande profecia" para a Europa, Leo Valdez conta para Jason Grace e Piper McLean que Buford, uma mesa autômata temperamental, fugiu do seu esconderijo depois de ser polida com Windex, levando consigo o sincopatizador, elemento vital para a criação do navio, cujo explodiria sem o artefato e destruiria boa parte da floresta do Acampamento Meio-Sangue.
O trio vai em busca de Buford e ao chegarem no local da "batalha do Labirinto", Piper avista a mesa. Eles são impedidos de capturá-la quando um grupo de ménades, ninfas seguidoras de Dionísio, surge no local. Depois de matarem um drakon, elas descobrem os três semideuses. Leo afirma que ele é o deus do vinho e tenta escapar, mas é logo desmascarado. Os três fogem  em seguida, com Jason indo atrás de Bufford e Piper e Leo voltando para o esconderijo deste último para preparar uma armadilha para capturar as ménades.
Leo dá a Piper um botão e pede para ela distrair as ninfas. O garoto rapidamente monta uma armadilha e quando as ménades se reagruparam e tentam atacá-lo, Piper ativa o seu aparelho e desencadeia uma festa, distraindo as ménades. O semideus lança uma bola de discoteca que se transforma em uma rede de Hefesto dourada, aprisionando-as. Jason logo aparece junto com Buford e Leo freneticamente instala o sincopatizador no Argo II para evitar a explosão.
Depois disso, Quíron parabeniza o trio por capturarem as ninfas e promete mandá-las para Atlantic City. Jason, Leo e Piper então celebram a véspera de Natal com os demais campistas naquela noite e fazem um brinde à sua amizade.

### The Son of Magic
Nomeada Filho da magia na versão brasileira, a história começa com o Dr. Claymore fazendo uma palestra sobre seu novo livro. No final ele pede uma pergunta ao público, e um menino no meio da multidão lhe questiona porque não era possível parar a morte. Claymore responde com inteligência e vai embora. Depois, a senhora Lâmia, anfitriã da palestra, felicita-o pelo sucesso do evento. Mais tarde, o garoto, chamado Alabaster Torrington, lhe dá seu endereço esperando obter uma resposta para sua pergunta. Naquela noite o autor recebe uma ligação misteriosa de Lâmia pedindo o endereço do menino, mas ele se recusa a informar e desliga.
Quando Claymore dorme, ele tem uma visão de Alabaster pedindo ajuda para sua mãe contra sua irmã que tentava matá-lo, mas a mulher se recusa a interferir. Ao acordar já no dia seguinte, ele pega sua pistola e vai tomar café da manhã na cafeteria de Burly Black. No entanto, é interrompido e ameaçado por Lâmia, revelando-se ser um monstro. Ela manipula a névoa de modo que Burly não percebesse e tenta atacar o escritor, mas Claymore usa sua arma para retardar a criatura. Ele também descobre que assim como Alabaster, Lâmia é filha a deusa e Hécate e além disso imortal.
O monstro incendia a cafeteria usando um feitiço e mata Burly. Claymore escapa no carro deste e vai até a casa do garoto. Lá ele descobre que o menino vivia com um nebuliforme na forma de um homem mais velho e usava sua magia para se defender de Lâmia. Depois de uma batalha contra a criatura, Alabaster descobre um feitiço  para pará-la e Claymore se sacrifica depois de ser capturado por ela para fazer o garoto realizar o encantamento. O homem acaba no rio Estige, onde é resgatado por Hécate. A deusa revela que impediu Alabaster de concluir a magia pois não queria ver nenhum de seus filhos mortos. Ela informa que tinha separado os dois para evitar confrontos futuros e então revive Claymore na forma de um nebuliforme para ajudar Alabaster em sua jornada.

### Conteúdo extra
Além dos quatro contos o livro tem uma carta de apresentação escrita por Rick Riordan, o "escriba" do Acampamento Meio-Sangue, além de uma breve explicação da motivação do autor para escrever The Lightning Thief, o primeiro título da série Percy Jackson & the Olympians. Após a conclusão do segundo conto foi apresentada uma "entrevista" com George e Martha, as cobras do caduceu de Hermes. Entre as histórias também havia passatempos, como um quebra-cabeça e um quiz, e imagens dos personagens e dos cenários da casa de Halcyon, da caverna de Caco e do esconderijo de Leo.

## Personagens principais

Luke Castellan foi um dos protagonistas do primeiro conto

- Luke Castellan: Semideus filho de Hemes. Ao chegarem na casa indicada pela estátua de Robert E. Lee, ele usa seu poder de destrancar fechaduras para entrar no local.[7] Depois de Halcyon revelar um cofre com um tesouro, Luke outra vez é capaz de abrir o artefato.[11] Mais tarde, os dois produzem fogo grego utilizando utensílios da casa para derrotarem os leucrotas.[13] Quando Halcyon se sacrifica para ele e Thalia escaparem do local, Luke promete que não se deixaria ser atormentado pelos deuses do Olimpo.[14] A dupla ainda conhece Annabeth em um beco e a adotam como sua irmã mais nova, com Luke dando-lhe a faca de Halcyon.[15]
- Thalia Grace: Semideusa filha de Zeus. Na casa de Halcyon, tenta abrir uma janela mas é atacada pelas cortinas encantadas e salva por Luke.[15] Quando Halcyon revela seu tesouro, ela percebe a intenção de Amalteia fazê-la encontrar aquilo. Luke abre o cofre e a garota pega o bracelete que estava dentro; ela tenta ativar o objeto mas não consegue.[11] Thalia ainda invoca um raio para finalizar a receita de fogo grego.[13] Depois de incendiarem a casa para fugirem dos leucrotas, um dos monstros os persegue e Luke descobre como ativar a pulseira usando a palavra Aegis. Thalia fala e o escudo surge em suas mãos, espantando a criatura.[14]
- Halcyon Green: Filho de Apolo, foi amaldiçoado por seu pai depois de usar seu dom de profecia para salvar uma semideusa, dando-lhe sua adaga como forma de gratidão. O deus forçou-o a usar a pele de Píton, tirou-lhe sua fala e o trancou dentro de sua casa de infância, uma mansão em Richmond, onde era guardado pelos leucrotas, que foram ligados a seus pensamentos e poderiam falar por ele. As criaturas o mantinham vivo como isca para atrair os semideuses que procuravam por seu tesouro. Esta tinha sido a forma de Apolo lembrá-lo de que sua voz levava os outros a destruição. Depois dos jovens serem comidos, ele roubava os outros suprimentos para alimentar-se. Ele decidiu criar um diário, preenchendo-o com suas anotações e previsões do futuro.[9] Quando Halcyon decide sacrificar-se para salvar Thalia e Luke, ele dá o diário e a adaga para este último e o faz prometer que não cometeria seus mesmos erros.[13]
- Annabeth Chase: Semideusa filha de Atena, foi encontrada e adotada por Luke e Thalia quando tinha sete anos.[15] Em The Staff of Hermes, ela pergunta pela surpresa que seu namorado Percy Jackson havia planejado para o aniversário de um mês de namoro deles. Antes de ter uma resposta, Hermes aparece e manda o casal em uma missão para encontrar seu caduceu.[16] Ela rastreia Caco, o ladrão, através de seu escudo com visor e o seguem até uma caverna no subsolo do Meatpacking District.[17] Eles derrotaram o monstro quando Annabeth o levanta com um guindaste e Percy usa o caduceu de Hermes para destruí-lo.[20] Como recompensa, o deus dá aos dois um jantar em Paris.[21]
- Percy Jackson: Semideus filho de Poseidon, tinha esquecido da promessa de realizar um jantar para Annabeth, mas antes de confessar foi interrompido por Hermes.[16] Na caverna, os dois lutam com Caco pela arma do deus, mas depois de quase morrerem, escapam do lugar quando Percy explode os esgotos, inundando o local.[19] Na superfície, ele recupera o caduceu e usa seu "modo laser" para derrotar o gigante.[20]
- Leo Valdez: Semideus filho de Hefesto, acidentalmente lustra Buford, uma mesa autômata, com Windex em vez de Lemon Pledge. Como resultado, Buford fugiu com os dois sincopatizadores essenciais para construir o motor do Argo II, a trirreme responsável por levar os setes semideuses da "nova grande profecia" para a Europa. Leo, em pânico, pede ajuda para Jason e Piper.[22] Os três entram na floresta do Acampamento Meio-Sangue e encontram as ménades. Leo finge ser Dionísio para agradar as ninfas, mas é logo desmascarado.[23] De volta ao seu esconderijo, o garoto arma uma armadilha e prende as ménades em uma rede de Hefesto. Leo também consegue colocar o sincopatizador no motor do navio, impedindo a explosão da floresta.[25]
- Jason Grace: Semideus filho de Júpiter, a versão romana de Zeus. Quando ele, Leo e Piper são atacados pelas ménades, o grupo se separa e Jason vai em busca de Buford, que consegue retornar com a mesa a tempo de Leo inserir o sincopatizador no motor do Argo II.[23]
- Piper McLean: Semideusa filha de Afrodite, distraiu as ménades enquanto Leo armava uma armadilha para capturá-las dentro de seu esconderijo.[25]
- Alabaster Torrington: Semideus filho de Hécate, lutou do lado de Cronos durante a batalha de Manhattan. Quando o titã perdeu, ele pediu para sua mãe continuar lutando, desde modo irritando os outros deuses olimpianos. No entanto, ela aceitou um acordo de paz e Alabaster foi exilado para não corromper os outros filhos da deusa. Após isso, começou a ser perseguido por Lâmia, um monstro também filho de Hécate que não podia morrer. O garoto passou a usar sua magia para se proteger e por fim pediu ajuda ao Dr. Claymore para derrotar o monstro definitivamente.[34] Lâmia cerca os dois na casa de Alabaster, que descobre um feitiço para derrotá-la, mas é impedido de executá-lo por sua mãe.[35] Entretanto Hécate separa os dois para acabar com a perseguição.[36]
- Dr. Howard Claymore: É um humano que conhece Alabaster durante uma de suas palestras.[27] Depois do menino dar seu endereço,[28] Lâmia o confronta no dia seguinte em uma cafeteria e incendia o lugar, matando o gerente Burly Black. Claymore retarda o monstro usando sua pistola e vai até a casa de Alabaster.[33] Quando este descobre um feitiço para matar sua irmã, ela captura Claymore, que se sacrifica para o garoto realizar a magia.[35] Ele acaba no rio Estige, mas é salvo por Hécate. Ela o renasce como um nebuliforme para fazer companhia a Alabaster em seu exílio.[36]

## Lançamento
The Demigod Diaries foi lançado originalmente nos Estados Unidos em 14 de agosto de 2012 com versões em capa dura e digital. Um audiolivro narrado por Jesse Bernstein, Nick Chamian, Joshua Swanson e Aaron Groben foi disponibilizado na mesma data. O livro vendeu mais de 200 000 unidades em 2012 e ficou no topo da lista de de best-sellers do The New York Times. A edição brasileira foi publicada pela editora Intrínseca e lançada em 3 de maio de 2013 junto com A Marca de Atena, ficando entre os vinte livros de ficção mais vendidos na primeira semana de junho de 2013 segundo o ranqueamento da revista Veja.

## Recepção
O livro recebeu críticas geralmente positivas. No Goodreads tem uma pontuação média de 4,2 de um total de cinco estrelas baseado em mais de 29 000 avaliações. Escrevendo para o PPLD Teens, Gillian P. considerou todas as histórias muito divertidas, cada qual "com muitas aventuras e embaladas com humor", destacando principalmente o conto com Luke por apresentar o passado do personagem. O revisor também achou a história de Haley Riordan bem escrita, mas séria demais comparado ao resto do livro. Stephanie do Chasm of Books elogiou principalmente a interação entre Leo, Jason e Piper e todo o desenrolar da trama deles. Entretanto achou decepcionante o último conto ser apresentado sobre a perspectiva de Claymore, comentando que a história seria mais interessante e informativa se Alabaster fosse o narrador.
Escrevendo para o Common Sense Media, Barbara Schultz comentou que embora o livro não fosse muito bom, oferecia uma "experiência de leitura similarmente divertida" com os outros títulos de Riordan. A revisora também destacou as diferenças entre a narrativa do autor e de seu filho como a abordagem do tema de vida após a morte, rotulando o trabalho de Haley como "impressionante para um escritor adolescente". Uma resenha publicada pelo Publishers Weekly avaliou o audiolivro. Nick Chamian, Jesse Bernstein, Joshua Swanson e Aaron Groben foram elogiados por suas "boas performances que capturaram a essência do mundo fantástico de Riordan com uma caracterização vocal sólida".
Nas resenhas em português, Os Diários do Semideus também teve avaliações positivas. Jhon Araújo do Sobre Sagas ficou impressionado com a narrativa mais "objetiva e fria" de Haley, afirmando ainda ser o melhor livro complementar escrito por Riordan. A análise feita pelo blog Afins e Livros considerou o enredo de Percy e Annabeth o melhor por conta da volta da narração em primeira pessoa feita por Percy, enquanto a história de Leo, Jason e Piper foi a mais chata. Cleson Cruz do Papiro Digital gostou da leitura fácil e das breves descrições, dando atenção especial a diagramação da edição brasileira, comentando ainda que era uma "leitura obrigatória para fãs de Os Heróis do Olimpo".